# Efekt wabika
Efekt wabika – zasada marketingowa opisana przez badaczy z Duke University w 1982 roku, zgodnie z którą produkt będzie postrzegany jako bardziej wartościowy, jeśli kupujący będzie mógł porównać go z mniej pożądanym modelem umieszczonym w bezpośrednim sąsiedztwie.